# Циклотронное излучение
Циклотро́нное излуче́ние — электромагнитное излучение, испускаемое заряженными частицами, которые отклоняются магнитным полем. Такое излучение также называют магнитотронным.
Для одиночного электрона в поле В потеря энергии определяется следующим соотношением:
{\displaystyle I\equiv {d\varepsilon _{\bot } \over dt}=-{2e^{2}u_{\bot }^{2}\omega _{c}^{2} \over 3c^{3}}}
Если плазма полностью прозрачна, то для излучения можно получить плотность энергии, «высвечиваемой» из плазмы:
{\displaystyle \omega _{0}\approx {\omega _{p}^{2}\omega _{ce}^{2} \over 3\pi c^{3}}T}
Реально же часть излучения поглощается в плазме. Б.А. Трубников ввёл «фактор Ф» или «коэффициент выхода», который по определению есть:
{\displaystyle \Phi ={W_{real} \over W_{0}}}
Для температур (5 эВ — 100 кэВ) Трубников Б.А. в 1956 г. показал возможность аппроксимировать коэффициент выхода формулой:
{\displaystyle \Phi \approx {17({T_{e} \over m_{e}c^{2}})^{3/2}\cdot {\sqrt {{B \over e_{e}n_{e}a}\cdot \beta \cdot \gamma }},}}
где {\displaystyle e_{e}} - заряд электрона, {\displaystyle B} — поле внутри цилиндра, параметры {\displaystyle \beta } и {\displaystyle \gamma } безразмерны. Первый из них {\displaystyle \beta } равен или 1, если отражающие стенки отсутствуют, или {\displaystyle \beta =1-r}, если снаружи имеются стенки с коэффициентом отражения {\displaystyle r}. Наконец, параметр {\displaystyle \gamma } равен 1, если продольное поле однородно по сечению. Однако в токамаке поле неоднородно, и тогда параметр неоднородности {\displaystyle \gamma } равен {\displaystyle \gamma =1+a/R{\sqrt {T_{e}/m_{e}c^{2}}}}, где {\displaystyle R} - большой радиус тора в токамаке.